# Anaïs Baydemir
Pour les articles homonymes, voir Baydemir.
Anaïs Baydemir, née le 20 juillet 1979 à Compiègne (Oise), est une présentatrice météo franco-turque, en poste sur la chaîne française France 2. Sa famille est originaire d'Izmir.

## Biographie
Après avoir suivi un parcours scolaire classique collège, lycée puis BTS action commerciale en alternance, elle intègre en 2000 une école de journalisme, l'École des métiers de l'information (EMI) à Paris.
Anaïs Baydemir a commencé par présenter les bulletins météo sur I-Télé et Canal+ en 2002, puis sur La Chaîne Météo de septembre 2003 à avril 2004. Elle part sur Infosport en 2006 mais retourne sur La Chaîne Météo de 2007 à 2011 ; parallèlement elle est présentatrice journaliste de Lundi foot sur Eurosport (février à juin 2011). Dans En course, sur France 3, on la retrouve en solo la semaine et en duo, le week-end, aux côtés de Vincent Lahalle (de septembre 2009 à août 2012).
Elle présente le tirage du Keno pour la FDJ (janvier 2005 à décembre 2010). Elle anime les sorties cinéma sur le site Internet FilmsActu (novembre 2007 à mai 2012), et devient animatrice sur l'émission Jeuxactu, d'abord sur le web et ensuite à la télé sur NT1 et RTL9 (janvier 2008 à juillet 2012), aux côtés de GaranceThenault, comédienne aujourd'hui. Elle présente La Culturelle, magazine culturel de la chaîne Equidia Life (de mai 2011 à décembre 2013). Depuis le 31 octobre 2012, elle présente la météo sur France 2 puis France 3 depuis le 2 novembre 2020 et pour Télématin, à la suite du départ de Laurent Romejko. Depuis le 29 août 2016, elle présente plus particulièrement les éditions de la météo du 13 heures et du 20 heures en alternance avec Chloé Nabédian.
De janvier 2014 au 31 décembre 2017, elle présente C'est hippique chaque jeudi soir à 22 heures sur Equidia Life.

### Vie privée
Elle se marie à Mathieu Saby en septembre 2019, un ostéopathe kinésithérapeute. Le couple a deux enfants, Lina-Sultane, née le 28 janvier 2020 et Illan, né le 11 décembre 2021.

## Émissions de télévision
- Bulletins météo sur I-Télé et Canal+ en 2002
- La chaîne météo (septembre 2003 à avril 2004 - puis de 2007 à 2011)
- Lundi foot sur Eurosport (présentatrice-journaliste) (février à juin 2011)
- En course sur France 3 (en solo la semaine / le week-end avec Vincent Lahalle) (septembre 2009 à août 2012)
- Keno (janvier 2005 à décembre 2010)
- Jeuxactu, l'émission web (de 2007 à juillet 2012), puis sur NT1 et RTL 9 (janvier 2008 à juillet 2012)
- La Culturelle sur Equidia Life (magazine culturel) (mai 2011 à décembre 2013)
- La météo sur France Télévisions et pour Télématin sur France 2 (depuis octobre 2012)
- C'est hippique sur Equidia Life (de janvier 2014 au 31 décembre 2017)

## Filmographie
- Tapis d'Yzabel Dzisky en décembre 2000 (court-métrage)

## Internet
- Les sorties cinéma sur le site Film Actu (novembre 2007 à mai 2012)